# Molí de la Baronia
El Molí de la Baronia és una obra de Sant Martí Sarroca (Alt Penedès) protegida com a Bé Cultural d'Interès Local.

## Descripció
Sota la casa de la Baronia del Riu Foix, dels senyors de Querol i Montagut, hi ha un molí i altres construccions posteriors que l'envolten.
A l'interior, hi ha la portalada originaria amb arc de punt rodó i una estança on encara es veuen dues moles, amb volta apuntada.
L'enorme bassa encara cobreix les necessitats derivades del rec.

## Història
Segons el propietari, hi ha documents del molí del segle xi.